# El Montmell
El Montmell és un municipi de la comarca del Baix Penedès situat al vessant sud de la serra del Montmell amb una extensió de 72,8 km². El cap de municipi és la Joncosa del Montmell. Els nuclis de població del municipi són: La Joncosa del Montmell (ajuntament i cap del municipi), Aiguaviva, Cal Sumoi, Can Ferrer de la Cogullada, Marmellar, Mas Mateu, el Mirador del Penedès, la Moixeta, les Pinedes Altes, la Talaia, les Ventoses.
S'hi accedeix des de la Bisbal del Penedès per la carretera TV-2401. Des del Vendrell: per la carretera C-51 en direcció a Valls, passant pel coll de Santa Cristina i desviació cap a la Joncosa del Montmell.
En el Diccionari català- valencià- balear apareix que Montmell deriva de Mont Maell, procedent del llatí Monte Macelli, nom propi d’home. En els documents medievals apareix esmentat Monte Macellum i “termino Montis Macelli”. Una altra aproximació proposa que el significat prové de Monte Macelli: "muntanya del mercat" (literalment: "serra de carnisseria", en sentit figurat, de lloc de ramats amb molts caps de bestiar.

### Fires i festes
- La Festa Major de la Joncosa: se celebra el primer cap de setmana d’agost.
- La Fira de Sant Pere: se celebra el 29 de juny.
- La Festa de la Verema: se celebra a la tardor.[4]

## Geografia
El municipi està enclavat a la serra del Montmell, a la serralada Prelitoral, i situat al nord de la comarca del Baix Penedès. El rocam calcari de la serra és solcat per rieres com la de Marmellar i la de Pedrafita, i per barrancs i torrents, com el de Sant Marc, tots tributaris de la riera de la Bisbal. Els cims més importants són: la Talaia (861 m), la Creu (800 m) i el Puig del Castellot (781 m). El terme del Montmell és el municipi més extens de la comarca. Limita al nord amb els termes de Torrelles de Foix, Pontons i Sant Martí Sarroca; al sud, amb la Bisbal del Penedès; a l'est, amb Sant Jaume dels Domenys i Castellví de la Marca, i l'oest amb Aiguamúrcia, Vilarodona i Rodonyà.

## Clima
El clima és mediterrani, tot i que al Montmell les temperatures són més baixes que a la resta de la comarca. A l'hivern hi ha una mitjana de 7,5 °C aproximadament. La precipitació és d'uns 98 l/m². A la primavera hi ha una mitjana de 15,3 °C i una precipitació de més de 131 l/m², aproximadament. A l'estiu hi ha una mitjana d'uns 21,7 °C i una precipitació d'uns 128 l/m², concentrada, principalment, a final del mes d'agost i al setembre. A la tardor hi ha una mitjana de 10,5 °C de temperatura i una precipitació de159 l/m².

## Flora i fauna
Al Montmell hi ha la transició entre les últimes zones de la màquia litoral de garric i margalló (Querco-Lentiscetum), existent als costers més secs dels vessants més marítims, i l’alzinar litoral amb marfull (Quercetum ilicis galloprovinciale) dominant a la resta del territori.
El terreny calcari i la influència dels incendis produeixen extensions de màquia on hi domina el garric (Quercus coccifera). Els alzinars han estat radicalment transformats i el paisatge actual és de brolles, garrigues i prats secs i pinedes de pi blanc. Amb tot, encara hi resten alzinars relictes i ben conservats als vessants obacs.
Entre les espècies ben resentades hi ha rapinyaires com l’àguila cuabarrada (Hieeraetus fasciatus) i espècies espècies d’ocells interessants com el còlit negre (Oenanthe leucura) o el tallarol emmascarat (Sylvia hortensis). Entre els rèptils hi ha l’escurçó mediterrani (Vipera latasti).
Pel que fa als invertebrats hi ha la presència del mol·lusc endèmic que habita les fonts del territori: Bythinella alonsoae. Moltes d'aquestes espècies són protegides sota la figura del PEIN i l'Eespai del Montmell-Marmellar de la Xarxa Natura 2000.

## Història
Durant l’època romana, el territori era poblat pels ibers edetans. Al segle I aC, els romans van conquerir el territori i van construir una via que connectava Tarragona amb les mines de plata de les Muntanyes de Prades.
Durant l’edat mitjana, va ser territori del comtat de Barcelona i es van construir diversos castells i esglésies, com el castell de la Guàrdia dels Prats o l’església de Sant Pere de la Joncosa.El 17 d'abril de l'any 974 el bisbe de Barcelona Vives va signar la seva carta de població.
Al segle XVIII, el Montmell va ser escenari d’operacions militars durant la Guerra de Successió Espanyola i fou saquejat i incendiat per les tropes borbòniques.

## Llocs d'interès i patrimoni
Article principal: Llista de topònims del Montmell
Hi ha llocs d'interès històric i castells, com el del Montmell, el de Marmellar, el de Mas Mateu i el de Can Ferrer i diverses esglésies, ermites i antics masos dins del terme municipal.

### Castell del Montmell
Article principal: Castell del Montmell
És el mes enlairat de tot el Penedès. Està situat a una altitud de 781 m, just sobre la dent del Montmell, que mira de cara al Camp de Tarragona. Abans de l'any 1000 ja es parla d'aquest castell, que era l'avantguarda de la Marca. El seu terme arriba fins a Gaià i Vilardida. L'any 1365 el castell del Montmell era del bisbe de Barcelona i tenia 52 focs.

Inicialment s'hi va construir una torre rectangular, amb parets d'1,10 m de gruix, que feia 6,20x4,60. Aquesta torre tenia dues plantes i una alçària aproximada de 10 m. Després s'hi afegiren les parets que conformaren el castell. Es feu una petita capella coberta amb volta, que encara conserva restes de pintura. Les mides són de 5,20 x 2, . L'espai d'habitació del castell estava embigat sobre arcades, de les quals encara-se'n conservaven algunes. Un tancat amb una quadra coberta a l'angle arrodonit sobre barranc,i amb un petit clos, segurament descobert, i amb un baluard davant de la porta d'entrada, completen el recinte. El castell ocupa una superfície d'uns 300 m2. No fou un senzill lloc de guaita ni tampoc podia soplujar un regiment rere les seves parets, ja que l'esquerpa topografia del puig no permetia fer-hi un edifici de grans dimensions.

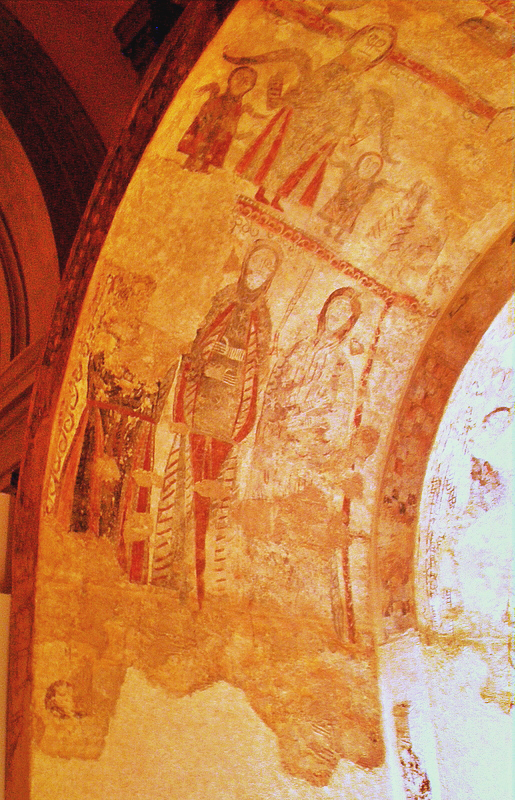
Pintura del Castell de Marmellar, en el terme del Montmell, actualment conservada en el MNAC

## Economia
L'economia és tradicionalment basada en l'agricultura i principalment dedicada als conreus de secà. Encara que en regressió, la ramaderia també s'hi manté. Els principals conreus són la vinya i l’olivera. El turisme rural és un sector en creixement, gràcies a la bellesa dels paisatges naturals i al patrimoni històric i cultural.
Segons les dades de l'últim trimestre de 2019 de l'Observatori del Treball de la Generalitat, el Montmell era el tercer municipi amb la taxa més alta de desocupats de Catalunya, un 29,58%, per darrere de La Vajol (Alt Empordà), amb un 34,15%, i Querol (Alt Camp), amb un 32,67%, i seguit de Savallà del Comtat (Conca de Barberà), amb un 26,67%. En el rànquing dels deu municipis catalans amb més atur, els deu primers tenien menys de 600 habitants, a excepció del Montmell, en tercer lloc (amb 1.512 empadronats), i Santa Oliva (Baix Penedès), en desè (amb 3.320 veïns i un 20,55% de desocupats).

## Nuclis de població
La Joncosa del Montmell
Article principal: La Joncosa del Montmell
És el poble més gran del Montmell i el que fa de cap de municipi. Està situat a 430 m d'altitud, a la vall formada per la mateixa serra del Montmell i la serra de Montjoia, al peu del puig de les Forques, del puig del Castellot i de la Creu. Les tres primeres cases que es van construir a la Joncosa són contigües: cal Cintet, cal Ventosa, on hi ha l'Ajuntament, i cal Papiol. De la font de la Joncosa, ja se'n parla l'any 1011.
Aiguaviva
Article principal: Aiguaviva (el Montmell)
És un agregat situat al peu de l'estrep oriental de la serra de la Torre del Milà i al migdia del pla de Manlleu, dins la conca de la riera de Marmellar. S'hi arriba per la carretera de Sant Jaume dels Domenys al Pla de Manlleu. És un dels indrets més bonics del terme. Tal com designa el seu nom, hi ha aigua i està viva. La font Major i la font del Lleó omplen la gran bassa que en temps passats permetia el funcionament del molí de cereals que hi havia hagut des de l'Edat Mitjana. El punt dominant és la Casa Gran.
Marmellar
Article principal: Marmellar
És el poble més oriental del terme del Montmell. S'hi accedeix per un camí que hi ha a l'esquerra pujant per la carretera que va de Sant Jaume dels Domenys a Aiguaviva, cap a la Talaia Mediterrània. El pintoresc poblet, de gairebé mil anys, està situat sobre un turó a 518 m d'altitud. L'església i el nucli antic, amb vestigis gòtics, es troba a la dreta, i l'eixample modern s'estén a l'esquerra. Deshabitat des dels anys setanta, actualment es troba en estat ruïnós.
Can Ferrer de la Cogullada
Article principal: can Ferrer de la Cogullada
Al poblet hi ha una vintena de cases disposades vora la carretera i el camí del fons de la masia. La casa pairal de Can Ferrer és la gran masia que ha donat nom al lloc de la Cogullada.
| Entitat de població        | Habitants (2024) |
| el Mirador del Penedès     | 1.157            |
| les Pinedes Altes          | 182              |
| la Joncosa del Montmell    | 170              |
| Mas Mateu                  | 128              |
| la Talaia                  | 95               |
| la Moixeta                 | 90               |
| Aiguaviva                  | 67               |
| Can Ferrer de la Cogullada | 27               |
| Font: Idescat              |                  |

## Demografia
| 1497 f | 1515 f | 1553 f | 1717 | 1787 | 1857 | 1877  | 1887  | 1900  | 1910  |
| ------ | ------ | ------ | ---- | ---- | ---- | ----- | ----- | ----- | ----- |
| 24     | 22     | 39     | 181  | 191  | 695  | 1.070 | 1.127 | 1.018 | 1.053 |

| 1920 | 1930 | 1940 | 1950 | 1960 | 1970 | 1981 | 1990 | 1992 | 1994 |
| ---- | ---- | ---- | ---- | ---- | ---- | ---- | ---- | ---- | ---- |
| 948  | 752  | 590  | 526  | 379  | 213  | 162  | 258  | 280  | 280  |

| 1996 | 1998 | 2000 | 2002 | 2004 | 2006  | 2008  | 2010  | 2012  | 2014  |
| ---- | ---- | ---- | ---- | ---- | ----- | ----- | ----- | ----- | ----- |
| 419  | 404  | 408  | 727  | 904  | 1.175 | 1.420 | 1.449 | 1.511 | 1.418 |

| 2016  | 2018  | 2020  | 2022  | 2024  | 2026 | 2028 | 2030 | 2032 | 2034 |
| ----- | ----- | ----- | ----- | ----- | ---- | ---- | ---- | ---- | ---- |
| 1.397 | 1.437 | 1.582 | 1.863 | 1.917 | -    | -    | -    | -    | -    |

## Política
| Candidatura | Candidatura                          | Cap de llista                | Vots | Regidors | % vots |
| ----------- | ------------------------------------ | ---------------------------- | ---- | -------- | ------ |
|             | Partit dels Socialistes de Catalunya | Immaculada Costa             | 324  | 5        | 44,14% |
|             | El Montmell - Acord Municipal        | Javier José Navarro i Verdún | 132  | 2        | 17,98% |
|             | Convergència i Unió                  | Cesar Montserrat Batet       | 90   | 1        | 12,26% |
|             | Coalició pel Montmell - Poble Actiu  | Elisa Rumbeu de Juan         | 74   | 1        | 10,08% |
|             | Partit Popular de Catalunya          |                              | 60   | -        | 8,17%  |
|             | Alternativa pel Montmell - Entesa    |                              | 44   | -        | 5,99%  |
|             | En blanc                             |                              | 10   |          | 1,36%  |
| Total       | Total                                | 743                          | 743  | 9        |        |